# ノウマ
ノウマ（Equus ferus、野馬、英:Wild horse）は奇蹄目ウマ科ウマ属の種。
現生の亜種は家畜のウマと野生のモウコノウマである。モウコノウマは一度絶滅しかけたが、野生への再導入が成功した。
他に、ターパンとして知られたヨーロッパノウマ（1800年代後半に絶滅）も本種の亜種に分類されるが、最近の研究ではターパンが野生であったのかどうか、あるいは野生化した家畜ウマであったのか、野生ウマと家畜ウマの雑種であったのか、疑問が投げかけられている。ターパンは19世紀に絶滅したが、家畜化された時期にはユーラシアのステップで生きていたと考えられている。しかしながら、ノウマには他の亜種が存在した可能性があり、それが家畜化されたウマの祖先であった可能性がある。
ターパンの絶滅以来、家畜ウマを使ったその表現型を復元しようとする試みが成され、その結果en:Heck horseなどのウマの品種が生まれた。しかし、これらの品種の遺伝子構成と基礎となる血統は実質的に家畜ウマに由来するため、これらの品種は家畜化された形質を持っている。
「ノウマ」という語はアメリカのマスタング やオーストラリアのen:Brumby など、しばしば再野生化した家畜ウマについても口語的に用いられることがあるが、これら「野生化した」家畜ウマ(Equus ferus caballus)と種としての「ノウマ」(Equus ferus)とは別の概念である。